# Saatlı (district)
Saatlı (ook geschreven als Saatly) is een district in Azerbeidzjan.
Saatlı telt 97.000 inwoners (01-01-2012) op een oppervlakte van 1180 km²; de bevolkingsdichtheid is dus 82,2 inwoners per km².